# Schloss Karlburg

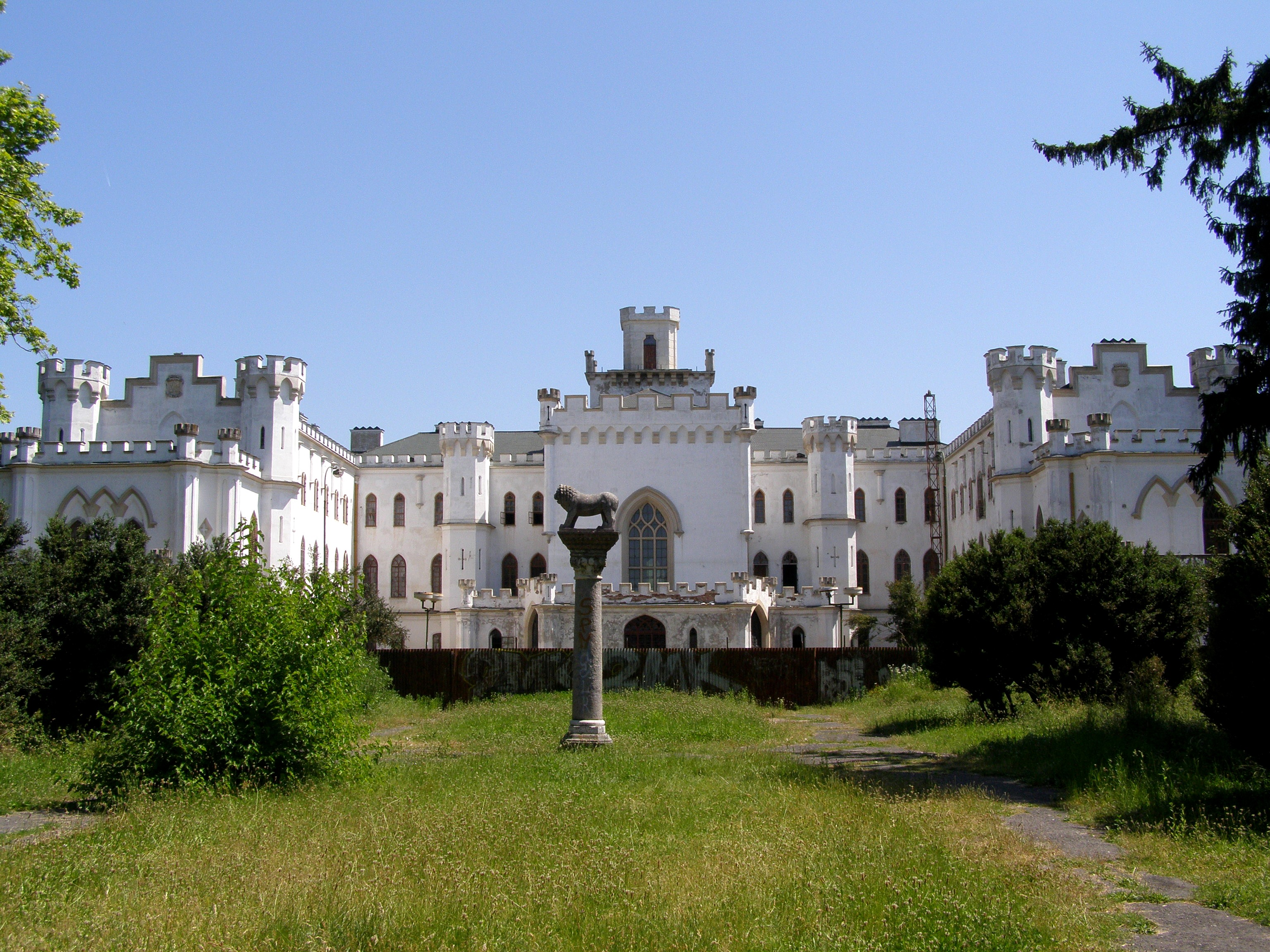
Schloss Karlburg

Das Schloss Karlburg (slowakisch: Rusovský kaštieľ) ist ein Schloss in der Slowakei. Es befindet sich in Rusovce (ungarisch: Oroszvár, deutsch: Karlburg), einem Stadtteil von Bratislava am rechten Donauufer unweit der Grenze zu Österreich.

## Geschichte
Der Gutsbesitz Oroszvár wurde 1646 von Graf Stefan Zichy als Landsitz angekauft, dessen Familie mehr als 200 Jahre Eigentümer blieb.

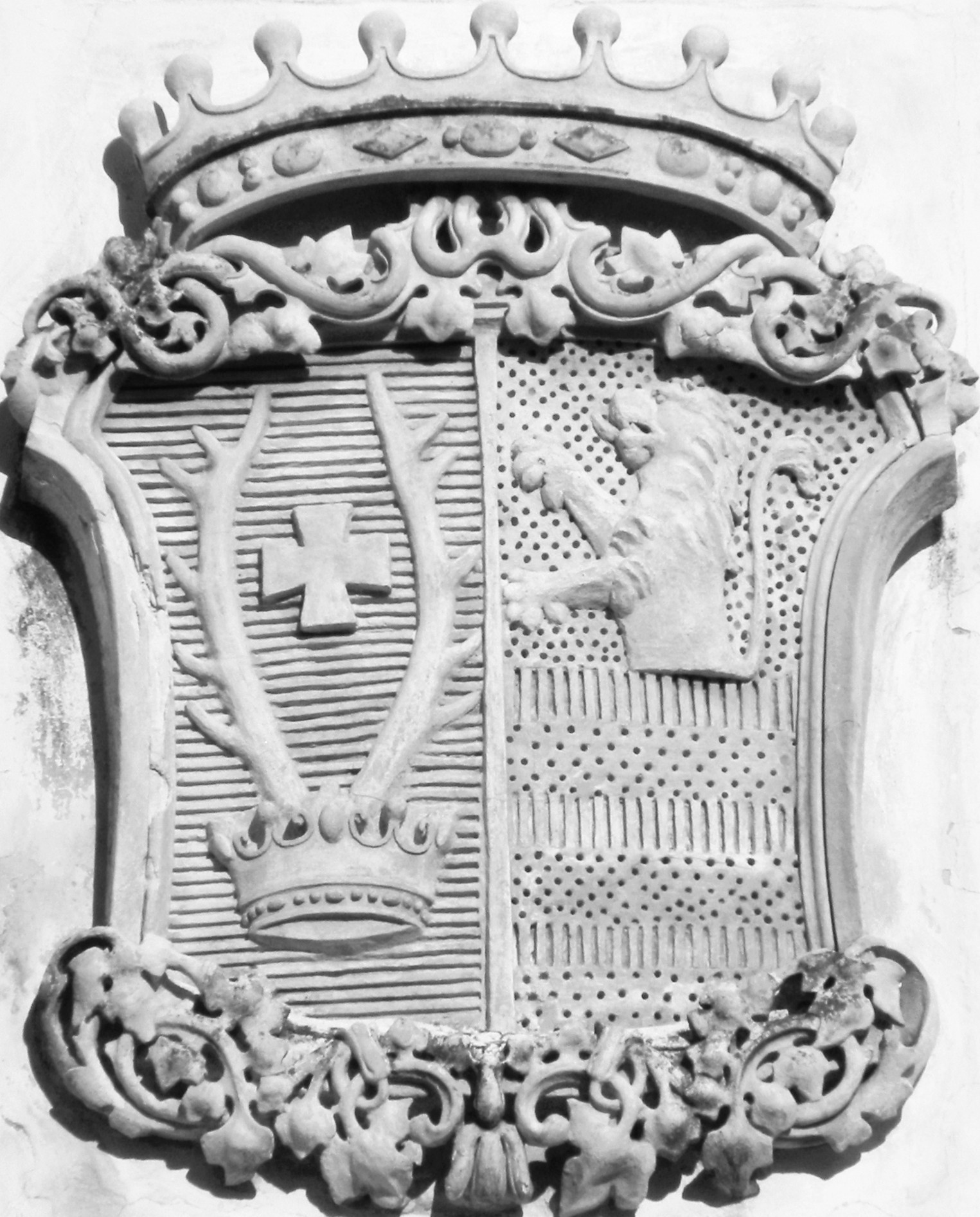
Wappen des Grafen Emanuel Zichy de Ferraris

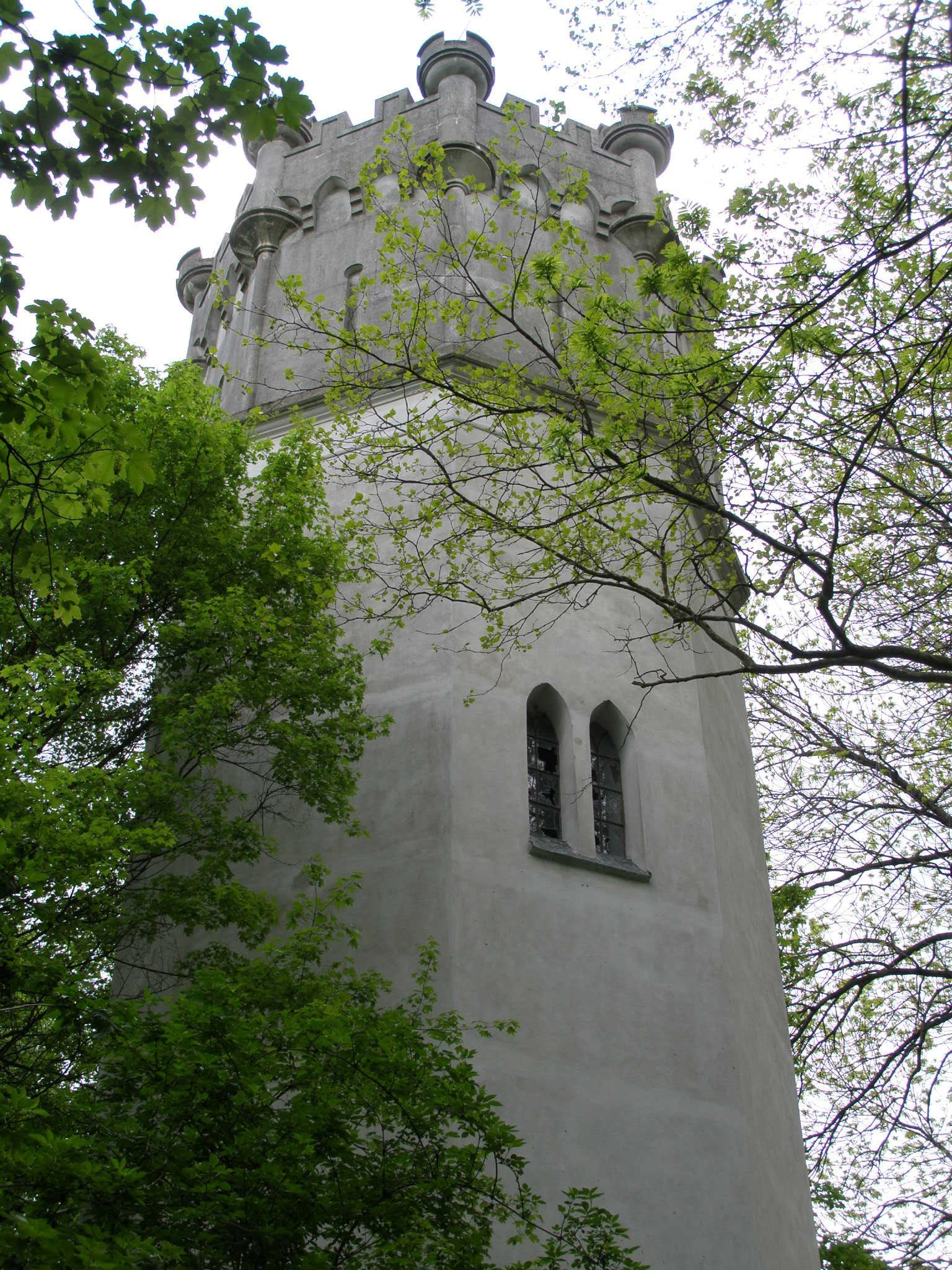
Wasserturm im Park

Das heutige Schloss wurde 1841 bis 1846 für den Grafen Emanuel Zichy de Ferraris (1808–1877) im Tudor-Stil, der damals in England vorherrschenden Neugotik, erbaut; Fassade: Arch. Franz Beer, Wien, Bauausführung Ignaz Feigler d. Ä., Preßburg (Feigler (Familie)#Ignaz Feigler der Ältere); eine Reverenz des Bauherrn an seine englische Gattin, Lady Charlotte Strachan († 12. November 1851). Das von einem weitläufigen englischen Landschaftspark umgebene Gebäude (die Gutsfläche umfasste 24 Quadratkilometer beiderseits der Donau) ersetzte einen im Jahr 1521 errichteten Vorgängerbau am selben Standort. Der Grundstein wurde am 11. Juni 1843 von dem österreichischen Kanzler Klemens Wenzel Lothar von Metternich gelegt, der ein Schwager des Schlossherren war. Als Besitz der Zichys war Schloss Karlburg oft Ort der Geburt und der Heirat von Mitgliedern der Aristokratie. Es hatte den Spitznamen das „ungarische Windsor“.
1872 verkaufte die Familie Zichy den Besitz an den Unternehmer Graf Hugo Henckel von Donnersmarck, der hier bis 1890 ein überregional bekanntes Gestüt für Rennpferde betrieb und dann das Gut verkaufte. 1906 wurde das Anwesen von Graf Elemér Lónyay (ab 1917: Fürst) und seiner Gattin Stephanie von Belgien, der Witwe nach Kronprinz Rudolf von Österreich-Ungarn, gekauft. Die beiden hatten 1900 geheiratet.
Bis 1945 war Schloss Karlburg sodann Wohnsitz des Paares. Bertha von Suttner besuchte die beiden dort zu Weihnachten 1906 und schrieb darüber in der Wiener Tageszeitung Neue Freie Presse, was Karl Kraus in seiner Zeitschrift Fackel zu süffisanter Polemik veranlasste.
Bis 1914 war Erzherzog-Thronfolger Franz Ferdinand mit seiner Gattin Sophie Chotek von Chotkowa gern hier zu Gast (denn beide Ehepaare waren nach den Regeln des Kaiserhauses nicht standesgemäß verheiratet).
Der 1946 in Budapest verstorbene Fürst vererbte Schloss und Park dem Benediktinerorden, der das Ehepaar 1945 auf seiner Flucht vor der Roten Armee am Ende des Zweiten Weltkriegs in seiner Abtei Pannonhalma beherbergt hatte. Die Schlossbibliothek von Oroszvár (3.300 Titel, 4.500 Bände) ist bis heute in Pannonhalma erhalten. Bis 1947 gehörte Karlburg, ungarisch Oroszvár, zu Ungarn, dann wurde es der Tschechoslowakei zugeschlagen (siehe: Bratislavaer Brückenkopf). Der Besitz wurde 1948 vom Staat beschlagnahmt.

## Heutiger Zustand
Aktueller Besitzer ist seit 1995 die slowakische Regierung, die das Schloss zu Repräsentationszwecken nutzen wollte und will. 1995–2000 investierte die Regierung rund 30 Millionen Euro in die Restaurierung, weitere 50 Millionen sind noch vorgesehen. Das Schloss ist für die Öffentlichkeit nicht zugänglich.
Die Benediktiner wollten 2009 den Europäischen Gerichtshof anrufen, nachdem das slowakische Verfassungsgericht die Rückgabe an den Orden abgelehnt hatte. Der Gerichtshof entschied in letzter Instanz zu Gunsten der Slowakei. Gemäß einem Bericht der Preßburger ungarischen Tageszeitung Újszo vom 27. Juni 2018 ist mit den Renovierungsarbeiten bereits begonnen worden. Es wurden 75 Mill. EUR zur Verfügung gestellt (55 Mill. für das Schloss und der Rest für den umliegenden Park). Mit dem Abschluss der Sanierungsarbeiten ist im Jahre 2023 zu rechnen. Danach soll das Schloss zu Repräsentationszwecken der slowakischen Regierung genutzt werden.